# Ладиженський Ілля Абрамович
Ладиженський Ілля Абрамович (25 лютого 1873, Хорол, Полтавська губернія, Російська імперія — після 1931) — український інженер-теплотехнік та професор Київського політехнічного інституту
Навчався в Київському політехнічному інституті, який закінчив 1906 року. Після цього працював у Києві, на Південноросійському машинобудівному заводі. З 1908 року почав працювати на посаді інженера-технолога з проєктування парових котлів і вантажопідіймальних машин у Київському політехнічному інституті
У 1920 році був у складі ради з реорганізації КПІ. У 1926-1931 роках працював професором Київського машинобудівного інституту, зокрема в 1930/1931 навчальному році читав курс парових котлів.
1931 року Ладиженського було заарештовано та звинувачено в участі в київській організації «Промпартії». Засуджено до заслання у Вологду. Пізніше його було виправдано, проте надалі його доля невідома.

## Публікації
- Сварочные и отбортовочные работы в котельном деле и экономическое значение их // Инженер. К., 1908
- Значение коммерческих и социал-экономических наук для инженеров в России и взгляд на тот же вопрос в Германии. К., 1909
- Как констатировать перерасход топлива в паровых котлах и какими средствами должно бороться с ним. К., 1909
- Ладыженский, И. А. (1924). Танк-паровоз.
- Ладыженский, И. А. (1926). Пробочный кран.
- Ладиженський, І.. Паротяги, їхня конструкція та праця. Київ, 1926
- Описание комбинированного котла. Ленинград, 1927.
- Ладыженский, И. А. (1927). Устройство для подогрева легко застывающих жидкостей в вагонах-цистернах.